# Poltava (tỉnh)
' Tỉnh  Poltava  (tiếng Ukraina: Полтавська область, chuyển tự Poltavs'ka oblast; cũng viết là Poltavshchyna – tiếng Ukraina: Полтавщина) là một tỉnh ở trung bộ của Ukraina. 
Tỉnh lỵ đóng ở Poltava, các thành phố quan trọng khác gồm: Komsomolsk, Kremenchuk, Lubny và Myrhorod. Tỉnh có diện tích 28.748 km2, dân số năm 2006 là 1,54 triệu người.